# Микролит (минерал)
Микроли́т — очень редкий минерал класса оксидов. В переводе с греческого языка слово «micro» означает малый, а слово «lithos» — камень. Название минерала связано с маленьким размером зерен.
Синонимы: гаддамит, танталпирохлор, титанмикролит.

## Свойства минерала

### Структура и морфология кристаллов

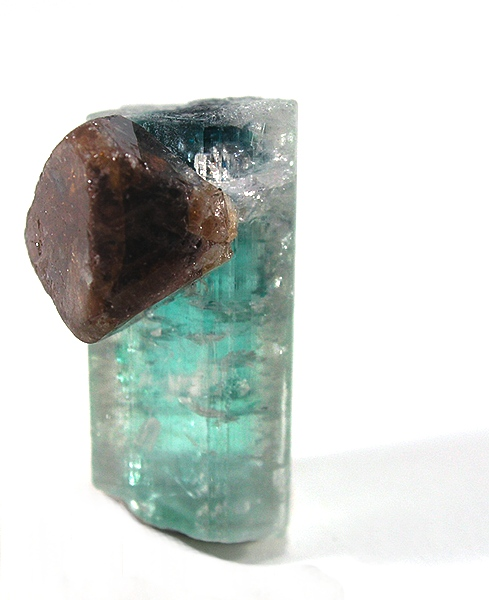
Микролит на турмалине (Афганистан)

Образует кристаллы структуры типа пирохлора; кубическая сингония (гранецентрированная решётка), пространственная группа Fm3m, параметры ячейки a = 1,038—1,044 нм, Z = 8. Иногда метамиктен, рентгеноаморфен. Элементарная ячейка существенно больше у бариевой — 1,057 нм и у свинцовой 1,056 нм разновидностей — рейкебурита и плюмбомикролита соответственно. Точечная группа — m3m (3L44L36L29PC). Кристаллы октаэдрического облика, аналогичны кристаллам пирохлора. Отмечается большее богатство форм у кристаллов первой генерации по сравнению с кристаллами второй генерации. Иногда кристаллы вытянуты вдоль одного из ребер октаэдра и имеют псевдоромбическое развитие. На гранях октаэдров кристаллов из Пикуи (Бразилия) и из Восточного Забайкалья наблюдались треугольные фигуры роста. Кристаллы иногда зональны.

### Физические свойства
Спайность обычно не наблюдается, лишь на кристаллах из Алто-До-Гиз (Бразилия) отмечена отчётливая спайность по (111). Хрупок. Излом раковистый, неровный, реже занозистый. Твёрдость 5—5,5, существенно ниже у гидратированного микролита. Микротвёрдость 540—933 кГ/мм2 при нагрузке на 100 г. Удельный вес 5,9—6,4, зависит от состава минерала, степени метамиктности и гидратации. Цвет жёлто-бурый, зеленовато-бурый, зелёный разных оттенков, светло- или тёмно-бурый, медово-жёлтый, серно-жёлтый, красноватый, пепельно-серый, стально-серый, почти бесцветный, буровато-черный. Окраска иногда распределена неравномерно. Черта светло-желтоватая до белой. Блеск стеклянный до жирного, реже алмазоподобный. Прозрачен до просвечивающего, темноокрашенный иногда непрозрачен. Немагнитен. Диэлектрическая постоянная 4,80—5,42. pH суспензии >> 7,8.

### Микроскопические характеристики
В шлифах в проходящем свете желто-бурый, оливково-зелёный, почти бесцветен. Изотропен. В полированный шлифах в отражённом свете серый. Отражающая способность (в %): 13—15 у уранмикролита, 12,8—13,6 у рейкебурита, 18,2 у плюмбомикролита. Внутренние рефлексы желтоватые или бесцветные.

### Химические характеристики
Состав отвечает формуле минералов со структурой пирохлора (A2B2O6X) при некотором дефиците катионов группы A. Теоретический состав при формуле NaCaTa2O6F: Na2O — 5,74 %, CaO — 10,38 %, Ta2O5 — 81,84 %, F — 3,52. Из катионов группы В значительно преобладает Ta, содержание Nb2O5 обычно не превышает 10 %; другие катионы В: Ti (TiO2 обычно меньше 1 %, редко до 2,5 %), Zr (доли процента ZrO2), Al и Fe (весьма незначительные количества). Характерно довольно большое постоянство содержания группы А, из них доминируют Ca и Na. Содержание Na2O составляет 3—5,9 % в собственно микролите, понижается в урановой, бариевой и свинцовой разновидностях; Sr и Ba для собственно микролита нехарактерны, но в рейкебурите содержатся около 5 % BaO; количество PbO в уранпирохлорах не превышает нескольких процентов, в плюмбомикролите достигает 26 %. TR не типичны для микролита, исключение составляют микролиты из Донкерхука и Урала; U характерен для уранмикролитов. В отличие от пирохлора и бетафита существенно гидратированные разновидности микролита неизвестны — содержание воды обычно составляет 1—4 %; содержание F достигает 2 %. В ряди микролитов отмечается W и Bi.

### Диагностические испытания
HCl на микролит действия не оказывает, H2SO4 вызывает медленное разложение; полностью разлагается после сплавления с KHSO4. В полированных шлифах травится HBF4 или разбавленной HF.

### Поведение при нагревании
Метамиктный уранмикролит до 700 °C выделяет 1,74 % H2O, от 700 °C до 1000 °C градусов — 1 %; дает эндотермические эффекты в пределах 20—300 °C и 1100—1300 °C и экзотермические при 400—500 °C и 1200 °C. В результате прокалывания микролит при 900—1000 °C в некоторых случаях образуется дополнительная перовскитовая фаза. Удельный вес в результате микролита возрастает.

## Основные месторождения
Месторождения микролита в основном встречаются в России — на Урале. Там их находят в виде маленьких кристалликов. Также микролит находили за рубежом — в США, Анголе и Австралии. Ещё довольно крупные залежи этого минерала находят в Норвегии, Италии и Казахстане. В России, помимо Урала, микролит добывают в Забайкалье.

## Образование

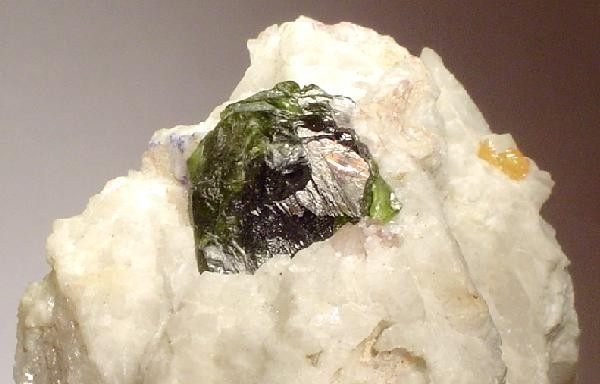
Микролит на альбите (Бразилия)

Относительно мало распространён. Микролит образуется в пегматитах и амазонитовых гранитах. Образование минерала происходит в раскалённой магме при пневматолито-гидротермальном, метасоматическом, пегматитовом и магматическом процессах. Входит в руду тантала. Сопровождается лепидолитом, розовым и пирохромным турмалином, поллуцитом, сподуменом, амблигонитом, бериллом, топазом, а также различными минералами тантала: торолитом, стибиотанталитом, симпсонитом. Встречается в топазовых грейзенах как акцессорный минерал в латионито-амазонито-альбитовых гранитах.

## Характерные выделения
Кристаллы обычно мелкие, реже достигающие нескольких сантиметров; также зёрна и мелкокристаллические выделения неправильной формы.

## Практическое значение
Может быть использован для извлечения тантала.

## Разновидности
Уранмикролит — содержит повышенное количество урана. Метамиктен.
Плюмбомикролит — содержит свыше 25 % PbO. Отношение Ta2O5 : Nb2O5 непостоянно. Параметр ячейки 1,056 нм. Твердость—6. Удельный вес 6,5—7,2, меняется в зависимости от содержания Ta и Nb. Цвет зеленовато-желтый, оранжевый. Отражающая способность 18,2 %. Встречен в виде кристаллических агрегатов в аллювиальной россыпи в провинции Киву (Конго) совместно с касситеритом, манганотанталитом, симпсонитом, микролитом.
Рейкебурит — содержит около 5 % BaO. Назван по имени директора аналитической лаборатории Голландской металлургической компании А. Рейкебура. Мелкие октаэдрические кристаллы и их скопления. Параметр ячейки — 1,058 нм. Удельный вес 5,68—5,80. Цвет розовый, розовато- и желтовато-бурый до бесцветного и белого. Микротвердость 485—498 кГ/мм2 при нагрузке 100 г. В шлифах в проходящем свет розовый до фиолетового. Отражающая способность 13,2 %. Образует срастания с касситеритом, микролитом и танаталитом. Кислоты на рейкебурит воздействия не оказывают. Обнаружен впервые в небольшом количестве в касситеритовом концентрате из выветрелого пегматита Ши-Шико (Минас-Жериас, Бразилия) совместно с колумбит-танталитом, микролитом, магнетитом.